# RivaTuner
RivaTuner est un logiciel freeware développé par Alexey Nicolaychuk pour les cartes graphiques NVIDIA de Riva TNT aux GeForce 9, tout en ayant un support limité des cartes ATI des 8500 et au-dessus. 
Il permet de régler diverses options au niveau de ces cartes (overclocking, tweak de Direct3D et OpenGL, etc.)
RivaTuner fonctionne actuellement sous Windows 98, Windows 98 SE, Windows ME, Windows 2000, Windows Server 2003 x32, Windows XP (incluant x64), Windows Vista (incluant x64) et Windows 7 (incluant x64) Windows 8 (incluant x64). Windows 8.1 (incluant x64) Windows 10 (incluant x64)